# ريلي مكجري
ريلي مكجري (بالإنجليزية: Riley McGree)‏ (2 نوفمبر 1998 بأديلايد في أستراليا - ) هو لاعب كرة قدم أسترالي في مركز الوسط. شارك مع منتخب أستراليا تحت 17 سنة لكرة القدم.

## روابط خارجية
- ريلي مكجري على موقع قاعدة بيانات كرة القدم.إي يو (الإنجليزية)
- ريلي مكجري على موقع ناشيونال فوتبول تيمز (الإنجليزية)
- ريلي مكجري على موقع Soccerbase.com (لاعب) (الإنجليزية)
- ريلي مكجري على موقع Soccerway.com (الإنجليزية)
- ريلي مكجري على موقع عالم كرة القدم.نت (الإنجليزية)
- ريلي مكجري على موقع أوليمبيديا (الإنجليزية)